# 인순공주
인순공주(仁順公主, 1542년 ~ 1545년)는 조선의 왕족이다. 중종의막내이다.

## 생애
조선의 제11대 왕 중종과 문정왕후의 4녀로, 1542년(중종 37년)에 태어났다. 성은 이, 본관은 전주이며, 명종의 친동생이다.
인순공주는 1545년(인종 원년) 불과 4세의 나이로 요절하였다. 호는 인순공주(仁順公主)이다. 무덤은 처음에 경기도 양주 진접에 마련하였으며, 현재는 경기도 고양시 서삼릉의 공주 묘역에 있다.
한편 훗날 인순공주의 명복을 빌기 위한 내원당으로 정수사가 지정되었는데, 1564년(명종 19년) 교생들이 정수사를 혁파해야 한다는 상소를 올렸다가 명종으로부터 거부당하기도 하였다.

## 가족 관계
- 아버지 : 제11대 중종(中宗, 1488~1544, 재위:1506~1544)
- 어머니 : 문정왕후(文定王后, 1501~1565)
  - 언니 : 의혜공주(懿惠公主, 1521~1564)
  - 언니 : 효순공주(孝順公主, 1522~1538)
  - 언니 : 경현공주(敬顯公主, 1530~1584)
  - 오빠 : 제13대 명종(明宗, 1534~1567, 재위 1545~1567)